# Алабия
Алабия́ (баш. Алабейә)   — горный хребет на Южном Урале. Находится на территории Учалинского района Башкортостана, расположен с юго-востока на северо-запад между истоками рек Урал и Уй.
Хребет Алабия тянется прерывистой цепочкой из отдельных живописных вершин-останцов. Главные вершины хребта Алабия — Николина сопка, Средняя сопка и т.д. 
Высшая точка Алабии — гора Круглая сопка, 1016,3 м над уровнем моря. Это гора с плоской, узкой вершиной шириной до 50 м. 
Северо-западная  и юго-восточная части с отвесными стенами и курумами.
Длина хребта 11 км, ширина около 5 км. 
Сложен из кварцитов  и конгломератов зильмердакской свиты верхнего рифея, сланцев и доломитов авзянской свиты среднего рифея. 
Ландшафты степные. Растительность на вершинах — разнотравье луговых степей. 

## Топонимика
Название с башкирского Алабейә — пегая кобылица. 